# Bruno Rizzi
Bruno Rizzi (Poggio Rusco, 20 marzo 1901 – Bussolengo, 13 gennaio 1977) è stato un politico italiano.

## Biografia
Nel gennaio 1921 prende parte a Livorno ai lavori di fondazione del nascente Partito Comunista d'Italia (PCd'I), cui aderisce fin dal suo sorgere. Ben presto, però, in seguito alle scoraggianti informazioni che giungevano dall'Unione Sovietica, assume un atteggiamento sempre più critico nei confronti delle pratiche poste in essere dal Partito Comunista dell'Unione Sovietica e dal Comintern. Negli anni trenta, convinto che fosse ancora possibile reincanalare nel giusto alveo lo stato di cose scaturito dalla Rivoluzione d'ottobre, si avvicina al movimento internazionale capeggiato da Lev Trockij. In questo compito è facilitato anche dalla sua attività di rappresentante di calzature, che gli permette di viaggiare per tutta Europa, toccando grandi capitali come Parigi e Londra. Nel periodo temporale compreso tra gli anni 1938-1939 giunge alla constatazione che un nuovo assetto sociale è in via di cristallizzazione nei paesi "totalitari" come URSS, Germania e Italia; una situazione inedita che si andava espandendo, sia pure in maniera lenta ma implacabile, anche alle democrazie borghesi, Stati Uniti in primis. Egli osservava il dispiegarsi di questo processo che definì evocativamente, nei primi mesi del 1939, come la burocratizzazione del mondo. In questo stesso periodo scrive una serie di missive a Trockij in Messico con le quali lo mette al corrente del suo work in progress circa la "natura sociale" dell'Unione sovietica.
La critica fatta da Trockij alle posizioni di Rizzi, una volta ricevuti i materiali che poi andranno a comporre La Bureaucratisation du Monde, trovò pronta espressione nella stampa militante della Quarta Internazionale (The New International), attirando subito l'attenzione di uno dei massimi esponenti del partito trockista statunitense, James Burnham; il quale di lì a poco si sarebbe imposto come l'autore del celebre The Managerial Revolution (1941) e che, nel volgere di qualche anno, si distinse come uno dei più agguerriti intellettuali statunitensi a favore della guerra fredda. Oggi sappiamo con certezza che The Managerial Revolution è uno smaccato plagio de La Bureaucratisation du Monde di Bruno Rizzi. La questione del plagio operato da Burnham aveva per la verità subito attirato l'attenzione di vari osservatori molto vicini o addirittura interni al milieu della Quarta Internazionale come Joseph Hansen, Daniel Bell, Max Shachtman, Octavio Paz e l'italiano Guido Ceronetti. Isaac Deutscher e Dwight MacDonald, per esempio, avevano subito dichiarato in termini molto espliciti la loro convinzione che Burnham non avesse fatto altro che divulgare l'idea fondamentale, senza peraltro mai citarla, enunciata per la prima volta ne La Bureaucratisation du Monde.
Va tuttavia segnalato che, mentre gli esiti cui giungevano nelle rispettive opere erano del tutto diversi, Burnham utilizzava gli stessi strumenti di analisi e le medesime argomentazioni già fatte proprie da Rizzi. Vi sono inoltre buoni motivi per supporre che George Orwell, già severo critico di Burnham, abbia utilizzato il pamphlet di Burnham come fonte ispiratrice per il suo capolavoro, 1984. Se la visione esposta da Burnham sembra aver fornito uno stimolo per l'opera di Orwell, ciò che emerge dal quadro complessivo del suo lavoro è molto più vicino ai timori e agli incubi cui aveva dato voce l'opera di Rizzi. James Burnham, in realtà, esprimeva nel suo scritto una dose non irrilevante di ottimismo nella valutazione degli sviluppi in atto durante i primi anni della Seconda guerra mondiale. Se dunque Burnham ha ripreso quasi alla lettera la teoria di Rizzi, è più che probabile che la vera fonte della distopia orwelliana sia stata proprio La burocratizzazione del mondo. Sussistono per cui alcuni fondati elementi che fanno ritenere che, mentre Rizzi si trovava a Londra in compagnia di alcuni militanti trockisti, abbia potuto incontrare Orwell esplicitando di persona il suo punto di vista circa il processo di burocratizzazione in atto.
Nel periodo immediatamente successivo la pubblicazione della sua opera, cioè già dal settembre 1939, Rizzi si accinse a sottoporre le proprie intuizioni a una verifica storico-sociologica che gli permise di inverare il suo quadro di riferimento teorico con una notevole quantità di dati che, a loro volta, richiesero la conoscenza e la comparazione con un'ampia gamma di eventi storico-economici. Tale verifica costituì anche un importante banco di prova per lo stesso metodo del materialismo dialettico, che trovava così un riscontro che neppure Marx era riuscito fornirgli; un punto assai rilevante, questo, che guidò Rizzi verso una rinnovata visione teorica del divenire sociale e quindi del socialismo stesso.
Gli anni dell'esilio a Parigi (1939-1943) furono dunque per Rizzi particolarmente fecondi. Qui concepì ed elaborò le sue opere più importanti: La rovina antica e l'età feudale e Il Socialismo dalla religione alla scienza. Anche gli scambi epistolari avuti dall'esule italiano in quel medesimo scorcio di tempo con figure come Karl Wittfogel (il sinologo divenuto celebre per il suo studio sul Dispotismo orientale), André Tardieu, Guglielmo Ferrero ed Henri Berr (considerato come il padre fondatore della "nouvelle histoire", poi sfociata nella Scuola delle Annales, e promotore della Revue de Synthèse historique), ci forniscono importanti indicazioni sul pensiero, le letture e il modo di procedere cui era giunto il socialista mantovano. 
Rientrato in Italia nell'agosto del 1943, subito dopo la caduta di Mussolini, Rizzi si impegnò attivamente fuori da ogni rango di partito contribuendo con suoi scritti a diverse testate libertarie e socialiste. Tra il 1948 ed il 1951, insieme allo scrittore Mario Mariani, egli tentò di dar vita ad un Movimento di Unità Proletaria (MUP), esperienza militante di "antipartito" destinata a un'effimera esistenza grazie all'opera di attivo sabotaggio compiuta da alcuni infiltrati del Partito Comunista Italiano.
In seguito allo scambio di opinioni avute con Trockij e, dopo la sua morte, con altri componenti del movimento trockista internazionale, le acquisizioni teoriche di Rizzi furono decisive per la costituzione di alcuni gruppi rivoluzionari tra la fine degli anni quaranta, cinquanta e sessanta, come ad esempio "Socialisme ou Barbarie" e l"Internationale Situationniste". Guy Debord, per citare il massimo teorico dell'I.S., nella sua celebre Société du Spectacle citava gli esempi di Rizzi e Ante Ciliga come coloro che meglio di tutti gli altri avevano descritto con precisione la "natura sociale" della burocrazia totalitaria in URSS (cfr. cap. IV, Il proletariato come soggetto e come rappresentazione). Il concetto rizziano di "proprietà di classe" spinse inoltre uno dei più acuti sociologi del dopoguerra, Pierre Naville, a dedicare diversi capitoli del suo Nouveau Léviathan a un'approfondita disamina di questa categoria analitica.
Negli anni che seguono il secondo conflitto mondiale, Rizzi diede alle stampe diverse sue opere tramite un'apposita casa editrice da lui stesso fondata, l'Editrice Razionalista. A partire soprattutto dal 1960, mentre i suoi contributi iniziavano a circolare e ad essere discussi in alcuni ambienti politici, numerosi suoi saggi comparvero sulla pubblicistica libertaria e socialista.
In considerazione del suo decisivo contributo circa la questione della "nuova classe", tanto dibattuta dalla fine degli anni cinquanta, un noto analista politico italiano, Paolo Flores d'Arcais, in un necrologio sulle pagine de L'Espresso dedicato alla figura di Rizzi, lo definì come il babbo italiano di Milovan Ðilas.
Dopo lo scoppio del 1968 e negli anni successivi, Rizzi seguì e partecipò fattivamente allo svolgersi del movimento della Contestazione.
Morì nel 1977 a Bussolengo.

## Pubblicazioni
Tra i vari organi e periodici che avevano ospitato gli interventi di Rizzi negli anni del dopoguerra, elenchiamo, a titolo esemplificativo: L'èra nuova, Il Libertario, Volontà, Previsioni, Azione Comunista, Critica Sociale, Le Contrat Social, Arguments, Tempi Moderni, Socialist Leader, Umanità Nova, Giovane critica, A Rivista Anarchica, Terzo Mondo, Social Science, ecc. Rizzi scrisse inoltre diversi saggi per due importanti riviste accademiche: Rassegna Italiana di Sociologia e Il Mulino. Segue una bibliografia internazionale aggiornata al 2007.

### Italia e Francia
- Dove va l'URSS? Casa Editrice "La Prora", Milano, 1937;
- Siamo al Crepuscolo della Civiltà? (Anti-Labriola), 1937-1938 (manoscritto inedito, in italiano e francese);
- La Bureaucratisation du Monde, Édité par l'auteur, Les Presses Modernes, Paris, 1939,
- Lo Stato Totalitario e la Nuova Società, 1939-1940 (pamphlet inedito, pubblicato per la prima volta in B. Rizzi,
- La burocratizzazione del mondo, a cura di Paolo Sensini, Edizioni Colibrì, Milano, 2002);
- Écoute citoyen!..., Imprimerie Centrale du Croissant, Paris, 1940;
- Il Socialismo dalla religione alla scienza, Editrice Razionalista, Milano (6 voll., senza data ma pubblicato nel 1947-1950; scritto tra il 1939-1943);
- La lezione dello stalinismo, Editoriale Opere Nuove, Roma, 1962 (introduzione di Giorgio Galli);
- Contributo alla costituente socialista, Editrice Galeati, Imola, 1962;
- Il Collettivismo Burocratico (Polemica L. Trotzki – P. Naville – Bruno R.), Editrice Galeati, Imola, 1967 (introduzione di Armando Rossi Raccagni e Giorgio Galli);
- Socialismo infantile (Bilanci e sbilanci del marxismo), Editrice Razionalista, Bussolengo (Verona), 1969-1970 (3 voll.);
- La rovina antica e l'età feudale, Editrice Razionalista, Bussolengo (Verona), 1969-1975 (4 voll., scritto nel 1939-1943);
- Il Collettivismo Burocratico, seconda edizione, Editrice Razionalista, Bussolengo (Verona), 1976 (introduzione di Armando Rossi Raccagni e Giorgio Galli); '
- Il Collettivismo Burocratico, SugarCo Edizioni, Milano, 1977 (prefazione di Bettino Craxi, introduzione di Luciano Pellicani);
- L'URSS: Collectivisme Bureaucratique (La Bureaucratisation du Monde, première partie), Éditions Champ Libre, Paris, 1976 (quarta di copertina di Guy Debord); La burocratizzazione del mondo, a cura di Paolo Sensini, Edizioni Colibrì, Milano, 2002 (introduzione di P. Sensini, 7 appendici, prima edizione completa a livello mondiale);
- La rovina antica e l'età feudale, a cura di P. Sensini e B. Chiorrini Dezi, Marco Editore Cosenza 2006 (introduzione di P. Sensini, 6 appendici);
- La rovina antica e la nostra. Sei lettere di Guglielmo Ferrero a Bruno Rizzi, a cura di P. Sensini, Aracne editrice, Roma 2006.

### Gran Bretagna e Stati Uniti d'America
- The Bureaucratization of the World, traduzione e introduzione di Adam Westoby, Tavistock Publications, Londra e New York, 1985 (a dispetto del titolo, si tratta solo della prima parte dell'originale francese pubblicato nel 1939);
- The Bureaucratization of the World, tradotto da Adam Westoby, The Free Press, New York, 1985 (prima parte).

### Olanda
De Sovjetunie: Bureaucratisch Collectivisme, Wereldvenster, Weesp, 1985 (prima parte).

### Spagna
La burocratización del mundo, introduzione di Salvador Giner, postfazione di Ramón Capella Ediciones Penìnsula, Barcellona, 1980 (prima parte).

### Portogallo
A burocratizaçao do mundo, Ediçoes Antigona, Lisboa, 1983 (prima parte).

### Giappone
È disponibile anche una traduzione del Collettivismo burocratico in giapponese.

### Russia
A seguito della parziale apertura degli archivi del Partito Comunista Russo, si è avuta notizia dell'esistenza nella segreteria particolare di Stalin di una traduzione integrale in lingua russa de La burocratizzazione del mondo a suo esclusivo uso e consumo; tale dattiloscritto è presente negli archivi del servizio di polizia (FSB).